# Łuniewo Małe
Łuniewo Małe è un villaggio polacco situato nel distretto di Gmina Klukowo, dentro della contea di Wysokie Mazowieckie, nel voivodato della Podlachia, nel nord-est della Polonia. Si trova approssimativamente a 21 chilometri a sud della città di Wysokie Mazowieckie e a 64 chilometri a sud-ovest della capitale della regione, Białystok.